# Nadia Werba
Nadia Werba (París, 1926) és una artista polifacètica: s'ha dedicat a la pintura, collage, escultura, cinema i literatura.
Arran del fet que els seus pares van fugir de París l'any 1933 davant el perill dels nazis, la família s'establí a Argentina, on l'artista va realitzar la seva formació secundària i posteriorment es formà a la Facultat de Filosofia i Lletres de Buenos Aires. En aquesta època va iniciar la seva formació artística de la mà del pintor Demetrio Urruchua. L'any 1950 torna a Paris, on coneix a Hank Werba, amb qui es casà. Continua la seva formació a La Sorbonne, en l'àmbit de la Literatura Francesa i també en pintura amb André Lothe i Fernand Léger. L'any 1951 el matrimoni es trasllada a Roma, i Werba comença a exposar en algunes galeries, però cinc anys més tard es traslladen a Madrid. Werba s'uní a un grup d'expressionistes espanyols i participà en diverses exposicions.
Va representar Espanya en la Fira Internacional de Nova York l'any 1963 i a la Biennal de Venècia en 1964. L'any 1967 comença a treballar en el món del cinema i es trasllada a viure a Roma amb la família.

## Obra

### Pintura
La seva obra pictòrica es pot trobar a les col·leccions dels museus estatals Reina Sofía (Madrid), MACBA (Barcelona) i Biblioteca Museu Víctor Balaguer (Vilanova i la Geltrú), i també en tres museus de Califòrnia, al Musée d'Ixelles (Brussel·les) i en moltes col·leccions privades d'Europa i Estats Units.

#### Obres destacades
- 1960 - Abstracte (tinta sobre paper), conservada a la Biblioteca Museu Víctor Balaguer.[4]
- 1960 - Aquelarre (pintura sobre tela), conservada a la Biblioteca Museu Víctor Balaguer.[4]
- 1975 - Carles (oli sobre tela), conservada a la Biblioteca Museu Víctor Balaguer.[4]

### Filmografia
| Any  | Film                   | País         | Notes           |
| ---- | ---------------------- | ------------ | --------------- |
| 1966 | Maestros del duende    | Espanya      | Direcció        |
| 1967 | Piero Gherardi         | Itàlia       | Direcció        |
| 1969 | Le miroir sans tain    | França       | Direcció        |
| 1981 | My Mother, My Daughter | Estats Units | Direcció i guió |
| 1982 | Eva's Dreams           | Estats Units | Direcció        |